# Vitorino das Donas
Vitorino das Donas is een plaats (freguesia) in de Noord-Portugese gemeente Ponte de Lima en telt 1059 inwoners (2001).

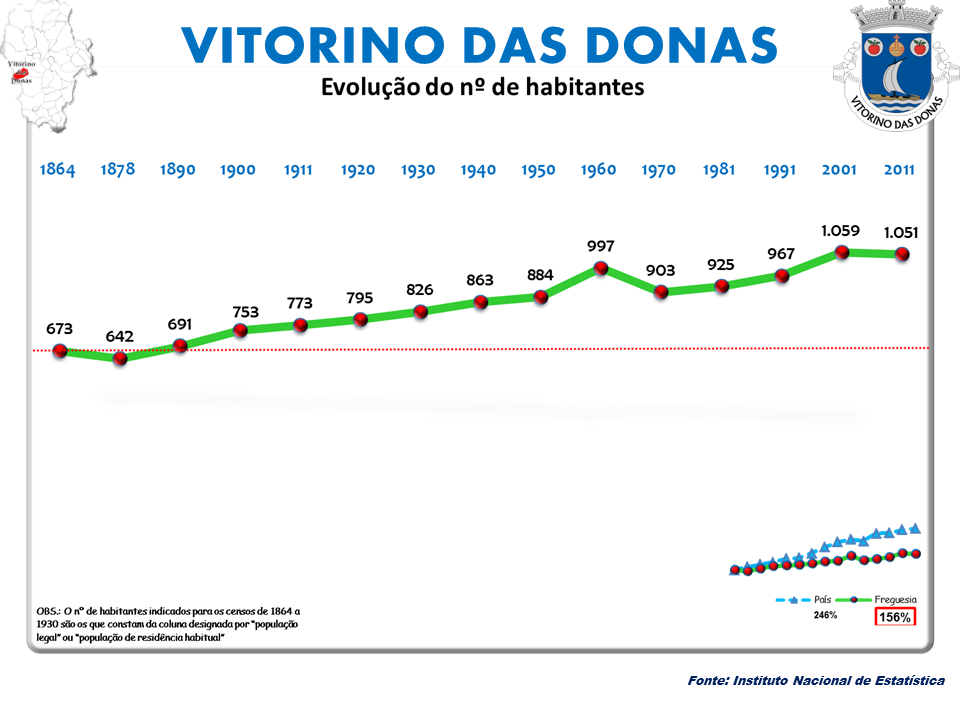
Bevolkingsontwikkeling tussen 1864 en 2011